# シュート頂分裂組織
シュート頂分裂組織（）は、頂端分裂組織のうち、茎の先端でみられる組織のことである。長らく使われてきた茎頂分裂組織（けいちょうぶんれつそしき）という表現もあるが、この分裂組織は茎の先端だけでなく、シュートの先端つまりシュート頂全体でみられるため、シュート頂分裂組織と呼ぶ方が正確性がある。ただし、高校の教科書や一般向け書物では茎頂分裂組織と表現することがほとんどである。成長点（生長点、growth point）とも呼ばれるが、シダ植物の一部を除き、ほとんどの植物は複数の層からなる組織であるため、この表現は正確性に欠ける。

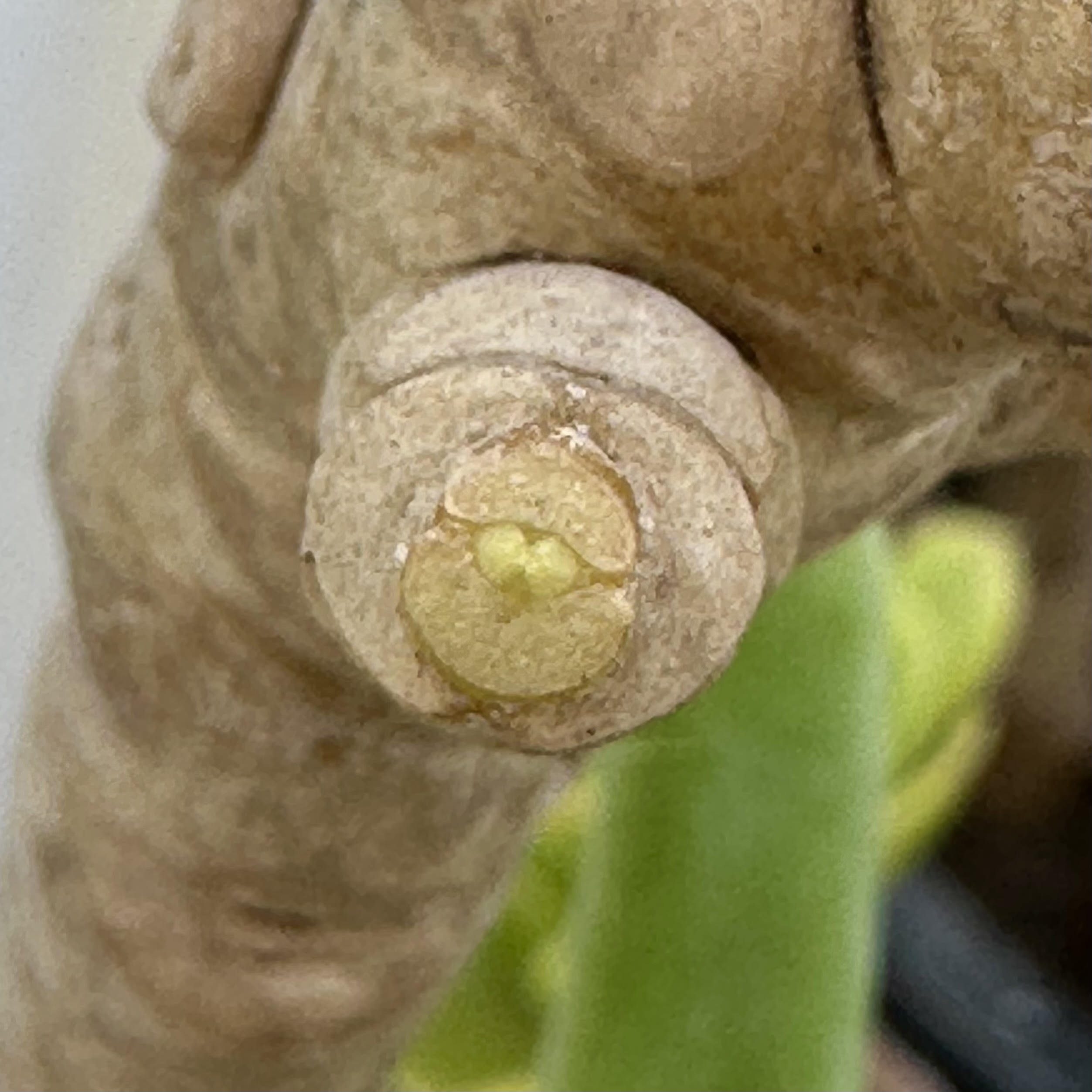
シュート頂分裂組織

植物が地上部で茎を生長させ葉を伸ばしていくときに、盛んに細胞分裂が行われる箇所のことであり、この点で根の先端に存在する根端分裂組織とは異なる。シュート頂分裂組織は、ほぼすべての維管束植物においてみられる。
シュート頂分裂組織は分裂組織の一次分裂組織の頂端分裂組織の一種であり、シュート頂分裂組織とその周りの細胞を含めた部分をシュート頂と呼ぶ。

## 細胞組織帯

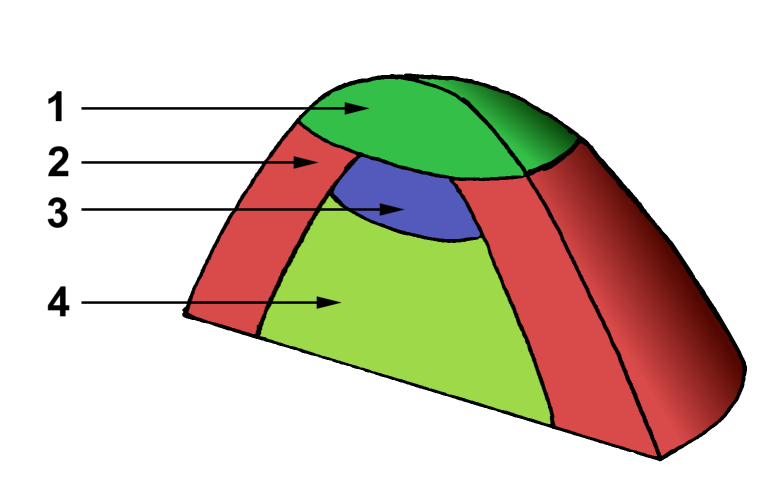
1:中央帯、2:周辺分裂組織、3:髄状分裂組織、4:形成中心

シュート頂分裂組織は構成する細胞の性質に基づいて、以下の３つの領域
、細胞組織帯（cytohistrogical zonation）に分けることができる。
- 中央帯[1]（中心領域[2]、central zone[1]）

シュート頂の最も先端の区域で、分裂細胞としての性質をほとんどもたない。大きく球状で、液胞が多く、染色性が薄い細胞から構成される。シュート頂の中央部に位置し、始原細胞からなる。
- 髄状分裂組織[1]（髄状領域[2]、rib meristem[1]）

中央帯の下にあり、周辺分裂組織に囲まれた区域。レンガを横積みにしたような形をした細胞で構成される。茎の髄や維管束などを形成する。このうち分裂をほとんど行わない細胞群を形成中心と呼ぶ。
- 周辺分裂組織[1]（周辺領域[2]、peripheral meristem[1]）

中央帯と髄状分裂組織を取り囲む区域で、分裂細胞を含む。葉の原基となる部分も含み、こうした細胞群は分裂組織としての性質をほとんど示さない。細胞分裂の頻度が他の細胞組織帯に比べ高く、小さく縦長で、液胞が少なく、染色性が濃い細胞から構成される。

## Ｌ層

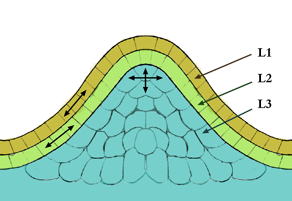
シュート頂分裂組織のL層

被子植物では、シュート頂分裂組織は外側からＬ1、Ｌ2、Ｌ3の3つの層で覆われている。Ｌ1とＬ2は表面に平行に列んだ単層で、外側を覆う外衣（tunica）を構成する。表面に対して分裂面が直角な面にある垂直分裂を行うため、単層が維持される。Ｌ3は外衣の内側にある内体（corpus）であり、層状構造を示さず、分裂面は多方向である。各層の中心領域には2～3個の始原細胞（initial cell）が存在する。
裸子植物の多くやリュウビンタイ目とハナヤスリ目の一部、ヒカゲノカズラ綱のシュート頂分裂組織は、外衣・内体の区別は示さず、頂端にある数細胞がシュートの伸張を担っている。このようなシュート頂を頂端細胞群型という。
薄嚢シダ類やトクサ類において、シュート頂で分裂能をもつのは始原細胞の一種である、ただ１つの細胞、頂端細胞 (apical cell) であり、シュートの伸張はこの細胞の分裂に依存している。このようなシュート頂を一頂端細胞型といい、L層をもたない。

## 分裂の制御
シュート頂分裂組織はWUSCHEL（ブッシェル、WUS）、CLAVATA1（クラバタ1、CLV1）、CLAVATA3（クラバタ3、CLV3）の三種類の遺伝子によって調節されている。なお、WUSCHELの名は、この遺伝子の変異体の葉がもじゃもじゃした状態になることから、ドイツ語のwuschel（もじゃもじゃした）から命名された。また、CLAVATAの名は、この遺伝子の変異体の長角果が混棒状になることから、そのことを示す英語のclub-like siliqueから命名された。
髄状分裂組織の形成中心では、WUS遺伝子が発現しており、この働きによって、中央帯にある始原細胞の分化が抑制され、分裂組織の分裂が抑制されている。始原細胞では、CLV3遺伝子が発現し、CLV3タンパク質が合成される。このタンパク質は一部が切断・修飾を受け、成熟型である、MCLV3ペプチドとなって髄状分裂組織へ移動する。髄状分裂組織の細胞の細胞膜には、MCLV3ペプチド受容体であるCLV1タンパク質が存在し、MCLV3ペプチドがCLV1タンパク質に結合する。MCLV3ペプチドが結合したCLV1タンパク質は、WUS遺伝子の発現を抑制するシグナル分子を放出する。このシグナルがWUSタンパク質による分裂組織の分裂抑制に対する負のフィードバックとなる。この機構により、分裂細胞の分裂の促進と抑制を制御していると考えられている。